# 北海道イエロースターズ
北海道イエロースターズ（ほっかいどうイエロースターズ、英語: Hokkaido Yellow Stars）は、北海道札幌市を本拠地とする、男子プロバレーボールのクラブチームである。2025-26シーズンはV.LEAGUE MEN 東地区に所属。

## 概要
運営は武ダGEAD株式会社のグループ会社である、株式会社北海道イエロースターズ。
2016年、「サフィルヴァ北海道」として設立。2019年、V.LEAGUE DIVISION3 MEN（V3）に参入。2020年、V2に昇格。
2023年6月より現在のチーム名「北海道イエロースターズ」となる。親しみやすくシンプルな名前にすることで、より地域に愛されるチームになりたい意図が秘められ改名された。選手、スタッフ、ファン、スポンサー全ての人が「スター」であり、個性を持って輝いて欲しいという想いも込められている。チームロゴも変更し、一筆書きの星をモデルにしたものとなり、チーム名の頭文字Y、Sも含まれている。
かつてのチームマスコットは、戦士の格好をしたうさぎがモチーフの「サフィー」であったが、2023年7月現在、V.LEAGUE公式サイトのチームマスコット紹介から外れているため、2023年6月のリブランディングに伴い活動終了となった模様である。
ホームゲームは札幌市の北ガスアリーナ札幌46で開催されており、サブホームタウンである函館市の函館アリーナでも一部の試合が行われている。

## 歴史
2016年、総合型地域スポーツクラブSafilvaのバレーボール部門として設立される。"Safilva"とは、ポルトガル語のdesafio（挑戦）、benefisio（恩恵）、lirio do vale（スズラン）から来ている造語であり、クラブに関わる人々の恩恵を受けて初めて挑戦が出来るという意味を込めている。スズランは札幌市の花である。
2018-19シーズンに開幕するV.LEAGUE参入を目指したが、参入に必要となるS3ライセンス取得に至らず初年度V.LEAGUEには出場できず。しかし、翌シーズンの2019-20シーズンのS3ライセンス取得は成功し、Vリーグ参入が決定。同シーズンからV.LEAGUE Division3に参入することとなった。
2019-20シーズン、V3リーグが開幕する前に、翌シーズンの2020-21シーズンのS2ライセンスを取得。Vリーグ理事会より承認を得れば、シーズン終了後にV2昇格となる。V3リーグは、7勝8敗で4チーム中3位で終えた。
2020年6月、Vリーグ理事会より承認を得てV2昇格となった。V2初年度となる2020-21シーズンより、堺ブレイザーズで6シーズンコーチを務めた上杉徹が監督に就任した。また、チーム運営のために新規設立された「株式会社サフィルヴァ」と経営業務提携を結び、株式会社運営を行っていくこととなった。株式会社サフィルヴァの代表取締役には、CEOとして、東京大学経済学部に在学中の三木智弘を任命した。
2020-21シーズン、V2リーグが開幕する前の2020年9月9日にGM（ゼネラルマネージャー）の油井宏俊が心不全で急逝しチームに衝撃が走った。
2021年1月14日、チーム内で選手1名の新型コロナウイルス感染が判明し、16日、17日の試合を欠場。翌週（23日、24日）のホームゲーム（札幌大会）もチーム関係者・大会関係者の安全の確保が困難であるため中止とした。1月に発令された新型コロナウイルス感染症の流行における12都府県の緊急事態宣言の期間が3月7日までに延長（1ヶ月間延長）されたことを受け、チームは、人命の尊重と新型コロナウイルスの一刻も早い収束を優先するとし、緊急事態宣言が発令されている都道府県への遠征辞退と、ホームゲームをリモートマッチ（無観客試合）で開催の方針を打ち立てた。それに伴い、2月13日、14日の試合（埼玉遠征）を欠場。チームはV2リーグ1シーズン目を4勝14敗（うち2敗は出場辞退で規定による不戦敗）とし、11チーム中9位で終えた。
2021年2月16日、V1昇格を目指しさらなる飛躍を遂げるために、ファンやパートナー企業への顧客対応と運営の強化を目指し3月に強化体制に移行すると発表した。同年7月、2021-22シーズン新体制が発表され、不在であったGMには、経営者としても活動が豊富である小高政利が就任し、GM補佐には東京ヴェルディでプレー経験がある早瀬省吾が就任。S&Cコーチ（ストレングス＆コンディショニングコーチ）も新たに採用し、チーム強化体制を整えた。株式会社サフィルヴァCEOの三木智弘は、株式会社化がVリーグ機構に認められ、さらにプロ化、興行としてしっかりやっていく方針を固めたと発表した。監督の上杉徹は、目標が優勝だとチーム全員で確認し合ったことを明言した。
2023年6月7日、新リーグに向けたリブランディングの一環で、チーム名が「サフィルヴァ北海道」から「北海道イエロースターズ」に変更となり、チームロゴも一新された。
2024年、SVライセンスの取得を申請し、SV準加盟クラブと認定。2024-25シーズンは新Vリーグ所属となった。
2024年3月16日、2023-24 V.LEAGUE DIVISION2 MEN第25戦で勝利し、21勝4敗の成績でリーグ優勝を決めた。V.LEAGUE参入5シーズン目で初のタイトルを獲得し、最後のV2王者となった。
2024年9月24日、チームの経営基盤を強化すべく武ダGEAD株式会社が新オーナーとなる。同社の創業者 代表取締役社長 兼 CEO 兼 グループ総代表 武田幹郎が代表取締役会長に就任し、代表取締役社長に澤野佑介が就任した。今度、SVリーグ参入を目指してチーム強化に取り組み、スポーツの力と企業の地域貢献活動を融合させ、北海道だけでなく日本全体に活力をもたらすことを目指す方針を示した。
2025年3月9日、2024-25 V.LEAGUE MEN レギュラーシーズン（東地区）において、東京ヴェルディにセットカウント3-0で勝利し、2位の埼玉アザレアがつくばユナイテッドSun GAIAに敗れたため、最終戦を前に北海道イエロースターズがレギュラーシーズン東地区優勝を決めた。ホームゲームは10試合中失セット数0での優勝となる。当日、チーム史上最多の2,028人の動員を記録した。
2025年3月、2025-26シーズンのSVライセンス第1回判定においてSVライセンスが交付された。ただし、Vリーグ所属でSVライセンス交付となったのはイエロースターズのみのため、SVリーグへの参入は、現在SVリーグ参戦チーム（10チーム）のSVライセンス交付チーム数が奇数となる場合のみとされ、偶数の場合はSVリーグ参戦チームが優先的に次年度SVリーグに参戦することとなり、4月16日のSVライセンス第2回判定において、2024-25シーズンSVリーグに参戦している全チームにSVライセンスが交付されたため、2025-26シーズンも引き続きVリーグへの所属となった。

## 成績

### 主な成績
- 2024-25 V.LEAGUE MEN レギュラーシーズン（東地区）優勝
- V.LEAGUE DIVISION2 MEN 23-24 優勝
- V.LEAGUE DIVISION3 MEN 優勝無し

### 年度別成績

#### V.LEAGUE (2018-2024)
| 所属      | 年度    | 最終 順位 | 参加 チーム数 | レギュラーラウンド | レギュラーラウンド | レギュラーラウンド | レギュラーラウンド | ポストシーズン | ポストシーズン | ポストシーズン | 備考            |
| 所属      | 年度    | 最終 順位 | 参加 チーム数 | 順位               | 試合               | 勝                 | 敗                 | 試合           | 勝             | 敗             | 備考            |
| --------- | ------- | --------- | ------------- | ------------------ | ------------------ | ------------------ | ------------------ | -------------- | -------------- | -------------- | --------------- |
| DIVISION3 | 2019-20 | 3位       | 4チーム       | 3位                | 15                 | 7                  | 8                  | -              | -              | -              |                 |
| DIVISION2 | 2020-21 | 9位       | 11チーム      | 9位                | 18                 | 4                  | 14                 | -              | -              | -              | 不戦敗2を含む。 |
| DIVISION2 | 2021-22 | 5位       | 15チーム      | 5位                | 28                 | 15                 | 13                 | -              | -              | -              | 不戦勝3を含む。 |
| DIVISION2 | 2022-23 | 3位       | 10チーム      | 3位                | 27                 | 19                 | 8                  | -              | -              | -              |                 |
| DIVISION2 | 2023-24 | 優勝      | 10チーム      | 1位                | 27                 | 23                 | 4                  |                |                |                | 不戦勝2を含む。 |

#### SV.LEAGUE / V.LEAGUE
| 所属     | 年度    | 最終 順位 | 参加 チーム数      | レギュラーラウンド | レギュラーラウンド | レギュラーラウンド | レギュラーラウンド | ポストシーズン | ポストシーズン | ポストシーズン | 備考 |
| 所属     | 年度    | 最終 順位 | 参加 チーム数      | 順位               | 試合               | 勝                 | 敗                 | 試合           | 勝             | 敗             | 備考 |
| -------- | ------- | --------- | ------------------ | ------------------ | ------------------ | ------------------ | ------------------ | -------------- | -------------- | -------------- | ---- |
| V.LEAGUE | 2024-25 | 3位       | 8チーム （東地区） | 1位                | 28                 | 26                 | 2                  | 1              |                | 1              |      |

## 選手・スタッフ(2025-26)

### 選手
| 背番号                                                                            | 名前       | シャツネーム | 生年月日（年齢）       | 身長 | 国籍 | Pos | 在籍年  | 前所属           | 備考         |
| --------------------------------------------------------------------------------- | ---------- | ------------ | ---------------------- | ---- | ---- | --- | ------- | ---------------- | ------------ |
| 1                                                                                 | 新山駿     | SHUN         | 1997年6月28日（28歳）  | 168  | 日本 | L   | 2024年- | トヨタモビリティ |              |
| 2                                                                                 | 中谷薫     | NAKAYA       | 2001年8月14日（23歳）  | 197  | 日本 | MB  | 2024年- | 順天堂大学       |              |
| 3                                                                                 | 谷直也     | TANI         | 1997年7月13日（28歳）  | 191  | 日本 | MB  | 2023年- | アイシン         |              |
| 5                                                                                 | 岩崎航佑   | IWASAKI      | 1999年7月20日（25歳）  | 194  | 日本 | MB  | 2022年- | 仙台大学         | 副キャプテン |
| 6                                                                                 | 郡浩也     | KORI         | 1996年2月6日（29歳）   | 195  | 日本 | OH  | 2022年- | ジェイテクト     | キャプテン   |
| 7                                                                                 | 久保下航平 | KUBOSHITA    | 1998年7月21日（26歳）  | 177  | 日本 | S   | 2023年- | アイシン         |              |
| 10                                                                                | 山田滉太   | YAMADA       | 1997年11月25日（27歳） | 175  | 日本 | OH  | 2023年- | 大分三好         |              |
| 11                                                                                | 池田颯太   | SOTA         | 1998年10月8日（26歳）  | 190  | 日本 | OP  | 2024年- | VC長野           |              |
| 12                                                                                | 重留日向   | HYUGA        | 1999年10月25日（25歳） | 191  | 日本 | OH  | 2025年- | 日本製鉄堺       | 移籍加入     |
| 13                                                                                | 柳町逸太   | YANAGIMACHI  | 1996年6月17日（29歳）  | 184  | 日本 | OP  | 2024年- | 東京GB           |              |
| 14                                                                                | 中野竜     | RYU          | 1998年8月28日（26歳）  | 180  | 日本 | OH  | 2024年- | VC長野           |              |
| 16                                                                                | 澤口将太郎 | SAWAGUCHI    | 2002年1月6日（23歳）   | 185  | 日本 | OH  | 2024年- | 明治大学         |              |
| 17                                                                                | 本澤凌斗   | HONZAWA      | 1998年4月3日（27歳）   | 180  | 日本 | S   | 2025年- | V北海道          | 移籍加入     |
| 18                                                                                | 伊庭笙弘   | SHOGU        | 1999年8月8日（25歳）   | 168  | 日本 | L   | 2022年- | 東海大学札幌校舎 |              |
| 19                                                                                | 吉村颯太   | YOSHIMURA    | 2003年2月19日（22歳）  | 176  | 日本 | OH  | 2024年- | 日本体育大学     | 新人         |
| 20                                                                                | 都築仁     | TSUZUKI      | 1998年12月28日（26歳） | 195  | 日本 | OH  | 2025年- | ジェイテクト     | 移籍加入     |
| 21                                                                                | 伊藤樹     | ITOH         | 1998年1月2日（27歳）   | 188  | 日本 | OH  | 2023年- | VC長野           |              |
| 22                                                                                | 前田幸久   | MAEDA        | 2000年9月13日（24歳）  | 166  | 日本 | L   | 2023年- | 東京学芸大学     |              |
| 23                                                                                | 栁澤賢     | YANAGISAWA   | 2002年9月19日（22歳）  | 187  | 日本 | MB  | 2024年- | 日本大学         | 新人         |
| 73                                                                                | 島波輝     | SHIMA        | 1999年1月2日（26歳）   | 189  | 日本 | MB  | 2025年- | INFINITY武蔵     | 移籍加入     |
| 出典：チーム新体制リリース チーム公式サイト Vリーグ公式サイト 更新：2025年6月11日 |            |              |                        |      |      |     |         |                  |              |

#### 期限付き移籍
| 名前     | 生年月日（年齢）      | 身長 | 国籍 | Pos | レンタル先 | 備考   |
| -------- | --------------------- | ---- | ---- | --- | ---------- | ------ |
| 出口大聖 | 2000年8月13日（24歳） | 193  | 日本 | MB  | V北海道    | [ 48 ] |

### スタッフ
| 役職                                                                             | 名前                     | 備考 |
| -------------------------------------------------------------------------------- | ------------------------ | ---- |
| GM                                                                               | 小高政利                 |      |
| 監督                                                                             | 浜崎勇矢                 |      |
| コーチ                                                                           | フェデリコ・ファジャーニ | 新任 |
| コーチ                                                                           | 谷越陽介                 | 新任 |
| ストレングス&コンディショニングコーチ                                            | 草彅勇斗                 | 新任 |
| 通訳                                                                             | 伊藤寛太                 | 新任 |
| トレーナー                                                                       | 泉俊輔                   |      |
| アナリスト                                                                       | 高本佳凜                 |      |
| マネージャー                                                                     | 黒須愛美                 |      |
| 出典：チーム新体制リリース チーム公式サイト Vリーグ公式サイト 更新：2024年8月4日 |                          |      |

## 地域貢献の取り組み
「ハッピーイエロー・アンブレラ」プロジェクト
「傘を持たずに登校した児童が突然の雨に遭遇しても安全に帰宅できるよう、ドライバーの目に留まりやすい黄色の傘を置き傘として、日北自動車工業株式会社の協賛により北海道内の公立小学校37校に黄色の学童用傘を10本ずつ寄贈した。2024年7月19日、郡浩也、山田滉太、赤星伸城が資生館小学校を訪れ、贈呈式に出席した。札幌市に対しては 2024年から毎年2区単位で実施し、5年ですべての公立小学校へ寄贈していく予定となっている。
小学生バレーボール大会の主催支援
「2025年1月11日から13日にかけて、北海道江別市の北海道立野幌総合運動公園総合体育館で開催される「第41回北海道小学生バレーボール選抜優勝大会」を主催した。バレーボールの魅力を広めるとともに、小学生の健やかな成長を支援することを目的としている。